# Cephalotrigona oaxacana
Cephalotrigona oaxacana är en biart som beskrevs av Ayala 1999. Cephalotrigona oaxacana ingår i släktet Cephalotrigona och familjen långtungebin. Inga underarter finns listade.